# پاژنچو (استان ووتسکی)
پاژنچو (به لهستانی:  Parzęczew) یک روستا در لهستان است که در گمینا پاژنچو واقع شده‌است. پاژنچو ۶۷۲ نفر جمعیت دارد.